# Крюкова Лариса Олександрівна
Лариса Олександрівна Крюкова (нар. 28 квітня 1977) — українська волейболістка, Майстер спорту України міжнародного класу. Учасниця Літніх Паралімпійських ігор 2016 року.
Займається у секції волейболу Донецького та Дніпропетровського обласного центру «Інваспорт». Виборола І місце у командному заліку на Чемпіонаті Європи 2015 року.